# Műanyag égbolt
A Műanyag égbolt 2023-ban bemutatott magyar-szlovák koprodukcióban készült posztapokaliptikus számítógépes animációs sci-fi film, Bánóczki Tibor és Szabó Sarolta rendezésében.
A film 2023. február 17-én mutatkozott be a Berlini Nemzetközi Filmfesztivál "Encounters" szekciójában, magyarországi mozibemutatója 2023. március 30-án volt.

## Cselekmény
|  | Alább a cselekmény részletei következnek! |

Magyarország, 2123. A Földön mostanra minden állat és növény kipusztult, a felszín elsivatagosodott. Az emberek Budapesten élnek egy mesterséges búra alatt, mely megvédi őket a külső környezeti hatásoktól és a szélsőséges időjárástól, saját életük fölött azonban csak véges ideig rendelkezhetnek. Az erőforrások szűkössége és a természetes élelemhiány miatt a társadalom egy különös formára rendezkedett be: abban a pillanatban, hogy betöltik ötvenedik életévüket, testük állami tulajdonba kerül, szívükbe robotsebészeti eljárással egy különleges magot ültetnek, amiből fa fejlődik ki, a fa pedig friss oxigénnel és élelmiszerrel látja el a fiatalabb generációkat.
Stefán és Nóra házasok. A férfi huszonnyolc éves és pszichológusként dolgozik, a nő harminckét éves. Született egy fiuk, Tomi, aki egy betegség következtében nagyon fiatalon elhunyt. Stefán mostanra megbékélt mind a saját életével, mind a kötelező társadalmi közösségvállalással, Nóra azonban képtelen túltenni magát a személyes gyászon, mely állapoton az a törvény sem segít, hogy az állam a korai, kötelező jellegű elhalálozás miatt a gyermekvállalást harminc évben maximalizálja, vagyis ő már nem szülhet újabb gyermeket. Végső elkeseredésében önkéntes beültetésre jelentkezik, azaz nem várja meg az ötvenedik születésnapját, testét saját elhatározásból már jóval korábban az állam rendelkezésére bocsátja. Tervéről nem beszél férjével sem, aki, utólag szembesülvén az egésszel, képtelen elfogadni a váratlanul kialakult helyzetet és elhatározza, hogy bármi áron megmenti felesége életét.
Maga a beültetés a városban történik, de a procedúrát követően a beültetettek számára csupán néhány óra áll rendelkezésre, hogy elbúcsúzzanak szeretteiktől, vagy bármi mással töltsék ezt az időt, amivel csak szeretnék. Ezt követően az állam a beavatkozás során kiosztott nyomkövető segítségével felkeresi a beültetett embereket és a Telepre szállítja őket. A Telep valójában egy szigorúan őrzött laboratórium, mely a mostanra teljesen kiszáradt Balaton partján helyezkedik el. Ez az a hely, ahol az emberből kikelt fákat gondozzák és feldolgozzák. A Telepen a beültetetteket regisztrálják, majd permanens altatásba helyezik őket, így biztosítva, hogy a fa kikelése problémamentesen bekövetkezhessen.
Stefán, hogy életmentő terve célt érjen, bátyjához, Márkhoz fordul segítségért. Márk összeismerteti testvérét egy Kapitány becenevű férfival, aki hamis iratok és engedélyek mögé bújtatva juttatja be Stefánt a Telepre, mint pszichológus, aki a dolgozók mentális állapotát érkezett felmérni. A csel beválik, a hamis papírok senkinek sem tűnnek fel, Stefánt pedig körbevezetik a létesítményben. Kísérője maga a hely igazgatója, aki sok olyan információval szolgál, melyet a lakosság elől teljes mértékben eltitkolnak. Szembesül vele, hogy az emberek nem csupán egyfajta keltetői a fáknak, hanem bizonyos értelemben megőrzik saját identitásukat, hiszen a levelek erezetének mintája ujjlenyomatként is funkcionál, azok ízéből pedig szakavatottak (amilyen az igazgató is) a valaha volt biológiai nemet és egyéb emberi tulajdonságokat is képesek megállapítani. Megtudja továbbá azt is, hogy a fák nagyjából három éven keresztül képesek szolgálni az emberiséget, utána muszáj elégetni őket, mert megkezdődik az első virágzási ciklus. Leveleik zöld színről vörös váltanak, az ilyenkor kibocsátott spórák belégzése pedig halálos az emberek számára.
Stefánt a Telepen szerzett új információk csak még inkább megerősítik abban, hogy meg kell találnia és ki kell mentenie Nórát. Hogy célt érjen, terápiás beszélgetésnek álcázva magához hívatja a Telep egyik tudósát, Dr. Madut. Madu korábban közeli viszonyban állt Márkkal, ő maga javasolta öccsének is, hogy a nőt keresse, ő biztosan tud majd segíteni. Bár eleinte vonakodik segíteni Stefánnak, azért elmondja neki, hogy ugyan egy bizonyos fejlettségi szint elérése előtt még van mód a beültetett mag műtéti eltávolítására, ám a Telepen erre nincs infrastruktúra - ezt kizárólag egy távoli kutatóállomáson, a Gránumon tudja elvégezni egy bizonyos Paulik professzor. A professzor említése miatt Stefán először nem tudja mire vélni Madu szavait, mert a professzor nem kisebb személy, mint a mag és a köré épített rendszer feltalálója, akinek ráadásul már legalább nyolcvan évesnek kellene lennie, Stefán pedig kezdetben kizártnak tartja, hogy vannak, akik, kijátszva a rendszert, túl tudták élni az ötvenedik életévüket. Madu és Stefán végül kölcsönösen meggyőzik egymást, így a nő megkeresi és lekapcsolja Nórát a rendszerről, majd kimenekíti a párt a Telepről. Menekülés közben Madu elmeséli, hogy ő maga is szeretne eljutni a professzorhoz, közben pedig felfedi bal karját, melyből falevelek hajtanak ki. Elmagyarázza, hogy ez az ő titkos kísérlete, melynek lényege abban rejlik, hogy a magot nem a szívébe, csupán a karjába ültette el, így nemcsak emberi élettartama hosszabbodik meg, de a beültetésnek köszönhetően ő maga lassacskán teljesen önellátóvá válik. Abban bízik, hogy ha meg tudná mutatni kutatása adatait a professzornak, akkor talán lehetne finomítani a rendszeren, hogy az emberek újra teljes életet élhessenek.
Menekülés közben Dr. Madu halálos sebet kap. Utolsó cselekedeteként átadja adattárolóját Stefánnak, melyen nemcsak a kutatási eredményeit tárolta, hanem egy térképet is elrejtett a Gránumhoz. A férfira hárul kizárólagosan a feladat, hogy célba juttassa az altatásból csak mostanra ébredező feleségét.
A térkép szerint Miskolcra kell eljutniuk. Nóra kezdetben nem támogatja az utazást - úgy érzi, senki sem érti meg, mit miért tett, és neki még mindig az a célja, hogy idő előtt mondjon le emberi mivoltáról. Később aztán bevallja Stefánnak, döntésében az is motiválta, hogy ha ő már nem lesz, a férfinak talán adnának engedélyt még egy gyerekre valaki mással, aki szintén nem töltötte még be a harmincat. Stefán biztosítja Nórát arról, hogy szereti és nem tudná mással elképzelni az életét.
Miután megérkeznek Miskolcra, hamar rátalálnak ugyanarra a jelzésre, egy falevél-mintára, melyet már Budapesten és a Telepen is láttak. Ez a jel, ami a rendszer jelképe, elvezeti őket a Tiszai pályaudvarhoz, ahol találnak egy vezető nélküli függővasúti szerelvényt. A jármű az emberi jelenlétet érzékelve működésbe lép és információs paneljén közli leendő utasaival, hogy, amennyiben ők is úgy akarják, elviszi őket a Gránumra. Stefánt nagyon felvillanyozza a felismerés, hogy talán tényleg meg tudja menteni felesége életét, Nóra azonban visszakozik és magára hagyja a férfit. Stefán utána megy, és miután Nóra a kétségeiről beszél, maradnak egy rövid időre és együtt fedezik fel azt, ami Miskolcból megmaradt. Az egyik lakásban aztán Nóra bizarr dologra lesz figyelmes: a hálószobában az ágyon egy ember csontváza hever, mely halálában egy - mostanra szintén elpusztult - fával forrt össze ölelésben. A látottak meggyőzik a nőt róla, hogy azzal végül is nem veszítenek, ha megpróbálnak eljutni a Gránumra, ezért végül elindulnak. A Tátra csúcsai között vezető hosszú és viszontagságos úton a páros újra közel kerül egymáshoz.
Amikor megérkeznek a Gránumra, mely egy, a Tátra oldalába épített kutatóállomás, kezdetben azt hiszik, senki nincs ott, csupán két nem túl jó állapotban lévő, vörös lombú fa. Kis idő elteltével azonban megszólítja őket egy idős úr, aki nem más, mint Paulik professzor. A tudós azt állítja, nem tudja kiműteni Nórából a magot, mert nincs hozzá elég áramforrás. Közben az is kiderül, hogy a beültetés előrehaladottabb állapotának köszönhetően Nóra immár képes kommunikálni a fákkal, akik be is mutatkoznak neki. Megtudjuk, hogy a két fa nem már, mint a professzor lánya és annak férje. Nóra szembesít vele, hogy az ember továbbra is ott van a fa mögött, öntudata van, emlékszik korábbi életére. Közben számon kéri a professzort, miért égeti le a fákról folyton a virágokat, mikor ők semmi mást nem szeretnének, csak együtt virágozni, ám amit Paulik tesz, az fájdalmat okoz nekik.
Ekkor a professzor megtörik és mindent elmond a fiataloknak. Elmeséli, hogy valóban ő találta fel a magot és ő dolgozta ki hozzá a rendszert is, mely állítása szerint tökéletesen működik. Megemlíti ugyanakkor, hogy kezdetben mindent másképp tervezett. Miskolc azért volt fontos hely, és azért látta a hálószobában Nóra is azt, amit, mert akkor még nem rendelkeztek minden szükséges tudással. Eleinte minden családnak kiutaltak egy magot, és a család maga dönthetett arról, melyik szerettükbe ültetik be, kit áldoznak fel azért, hogy a többségnek juthasson élelem. A módszer végül káoszt okozott, mert a családok sok esetben nem maguk közül választottak, hanem idegeneket raboltak el, nem egyszer gyermeket, és beléjük ültették el inkább a magot, mindezt pedig csak tetézte, amikor kiderült, hogy a spórák halálosak. Miskolc még emberi formában lévő lakossága végül kipusztult a spórák miatt, a fákat a kormány elégette, és - a professzor részvételével - kidolgozták a mostani, immár fenntartható rendszert. Mivel ő a program atyja, ki tudott bújni a szabályozás elől, nem kellett ötvenévesen testét átadnia az államnak és ide, a Gránumra vonult vissza, később pedig kikérte és maga gondozta lányát és sógorát. Bevallja, hogy hazudott az energiaforrás-hiányról, valójában képes Nórát megoperálni és fel is ajánlja, hogy másnak eltávolítja szívéből a magot. Nóra ezt a hallottak és a fákkal történt kommunikáció után végképp nem helyesli. Felhívja a figyelmet a fák szorosan összefonódott gyökereire, mondván, az emberek még mindig ott vannak a fák mögött és ugyanúgy szeretik egymást, puszta érintésével pedig látványos virágzásra készteti őket. A látottak hatására Stefán is elgondolkodik azon, hogy vajon tényleg helyes volt-e az, amit eddig tett és hitt. Felveti a lehetőségét Dr. Madu kísérleteinek továbbgondolására, de a professzor elutasítja ennek lehetőségét, közben pedig utasítja őt Nórával egyetemben, hogy másnap elvégzi az eltávolító beavatkozást, aztán tűnjenek el.
A felgyorsított virágzás miatt a professzor, más megoldást nem látva, teljesen felégeti a fákat. Utána még kéri Nórát, hogy tolmácsoljon, de a fák elpusztultak, már nem beszélnek.

A Gránumon történtek hatására végül nem Nórából kerül kioperálásra a mag, hanem Stefán is elültettet egyet a saját szívébe. A beavatkozást követően a pár elhagyja a kutatóállomást, elrejtőzik mélyen a Tátra völgyeiben és átadják magukat végzetüknek, hogy fává változzanak és virágozhassanak, így kiirtva végül szépen lassan az emberiséget.
|  | Itt a vége a cselekmény részletezésének! |

## Szereplők
| Szerep            | Eredeti hang    | Leírás |
| ----------------- | --------------- | --- |
| Kovács Stefán     | Keresztes Tamás | Huszonnyolc éves pszichológus. Hivatása fontosabb mint valaha egy olyan érában, amikor az emberek legfeljebb ötven évet élhetnek. Szakmájában remekel, feleségén mégsem képes észrevenni lelkiállapotának folyamatos romlását. |
| Kállay Nóra       | Szamosi Zsófia  | Stefán felesége, harminckét éves. Férjével közös gyermekét nagyon fiatalon elveszítette, melyet nem volt képes feldolgozni, az állami szabályozás értelmében harminc fölött pedig már újabb gyermeket sem vállalhat.           |
| Paulik professzor | Hegedűs D. Géza | A mag és az egész önfeláldozó program feltalálója és kidolgozója. Kiváltságos helyzete révén túlélhette ötvenedik életévét, de sose tudta igazán feldolgozni, hogy valójában hibás a program.                                  |
| Dr. Madu          | Schell Judit    | Kutató a Telepen, Stefánnak segít, hogy kimenekítse Nórát és eljuthassanak a Gránumra. Már csak hónapok választják el ötvenedik születésnapjától, ezért szeretné megmutatni különleges kísérlete eredményeit a professzornak.  |
| Kovács Márk       | Nagy Zsolt      | Stefán bátyja, törvényen kívüli kapcsolataival segít testvérének bejutni a Telepre. |
| Kapitány          | Patkós Márton   | Márk ismerősi köréhez tartozik, iratokat hamisít Stefán részére, hogy bejuthasson Nóráért a Telepre. |
| Igazgató          | Znamenák István | A Telep vezetője. |
| Zoltán            | Olasz Renátó    | Stefán egyik páciense. |

## A film készítése
A film a 3D-s animáció és a rotoszkópia keveréke, amelyben valódi filmes jeleneteket rajzoltak meg színészekkel, a főszereplők Keresztes Tamás és Szamosi Zsófia ehhez díszletek nélkül, a filmstúdióban játszottak.
A film forgatókönyve 2016-ban íródott. Eredetileg a Magyar Nemzeti Filmalap inkubátorprogramjában indult, amely a nagyon alacsony költségvetésű filmeket támogatja. Miután úgy döntöttek, hogy a filmet szlovákiai koprodukcióban készítik el, fokozatosan más filmtámogatások is megvalósultak, többek között a Magyar Nemzeti Filmintézet, a Szlovák Audiovizuális Alap, az Eurimages és az RTVS, a szlovák közszolgálati televízió segítségével. Producerként Sipos Orsolya és Fülöp József a SALTO Films (Magyarország) és Juraj Krasnohorsky az Artichoke (Szlovákia) képviseletében[m működött közre.
Filmes kölcsönzéseket találhatunk például a Soylent Greenben vagy a Logan's Runban, de a film a történetmesélést másképp közelíti meg. A Mátrixszal ellentétben, amely a rendszerből való megváltást helyezi a középpontba, a film egy tragikus szerelmi történetre koncentrál. Ráadásul az emberiséget nem a szokásos módon mentik meg, hanem az emberek feláldozzák magukat, hogy megmentsék a növényeket.

## Nézettség, bevétel
A nézettségi adatok szerint 11 650 jegyet adtak el rá, és ezzel az eredménnyel mintegy 22 495 630 Ft bevételt termelt a jegypénztáraknál.